# Suchý vrch (Wielka Fatra)
Suchý vrch (często tylko jako Suchý, 1550 m) – jeden z najwyższych szczytów w grupie górskiej Wielkiej Fatry w Karpatach Zachodnich na Słowacji.

## Topografia
Wznosi się w południowej części głównego grzbietu Wielkiej Fatry, pomiędzy szczytami Ostredok (1596 m) na południu i Koniarky (1400 m) na północy. Ma dwa wierzchołki. Wierzchołek północno-wschodni jest wyższy i skalisty. Na wschód opada z niego krótka grzęda oddzielająca dwie odnogi górnej części Zelenej doliny (Zelená dolina): Lopušná i  Radovo. Zelená dolina z kolei to odnoga Revúckiej doliny (Revúcka dolina). Z niższego wierzchołka na północny zachód odchodzi dość długi grzbiet ze szczytami  Biela skala i Láctavovská. Oddziela on dolinę Revúcky mlyn (odnoga Necpalskiej doliny) od Vrátnej doliny (odnoga Dedošovej doliny). Suchý vrch zaliczany jest do tzw. Halnej Fatry (słow. Hôľna Fatra) –  części gór, która charakteryzuje się wysokogórską, lecz generalnie dość łagodną rzeźbą terenu i występowaniem rozległych łąk górskich sztucznie obniżonego tu piętra alpejskiego w strefach grzbietowych.

## Opis szczytu
Suchy Wierch jest uznawany często za północny przedwierzchołek Ostredoka. W odróżnieniu od niego jest uformowany w wąskim pasie triasowych wapieni, ciągnących się w poprzek Wielkiej Fatry, od Ostrégo Brda (Ostré Brdo, 1319 m) na południowym wschodzie po Bielą skalę (Biela skala, 1385 m) na północnym zachodzie.
Suchy Wierch jest jednym z najbogatszych i najcenniejszych stanowisk flory wapieniolubnej w całej Wielkiej Fatrze. Na stosunkowo małej powierzchni występuje tu znaczna liczba gatunków roślin rzadkich i prawnie chronionych, m.in. szarotka alpejska, goryczka krótkołodygowa i fiołek żółty sudecki. Zbocza od północnej strony są częściowo trawiaste, częściowo porośnięte lasem.
Partie szczytowe Suchego Wierchu i jego stoki opadające na wschód ku górnym piętrom Zelenej doliny aż po poziomicę ok. 1150 m są objęte ochroną jako rezerwat przyrody Suchý vrch.

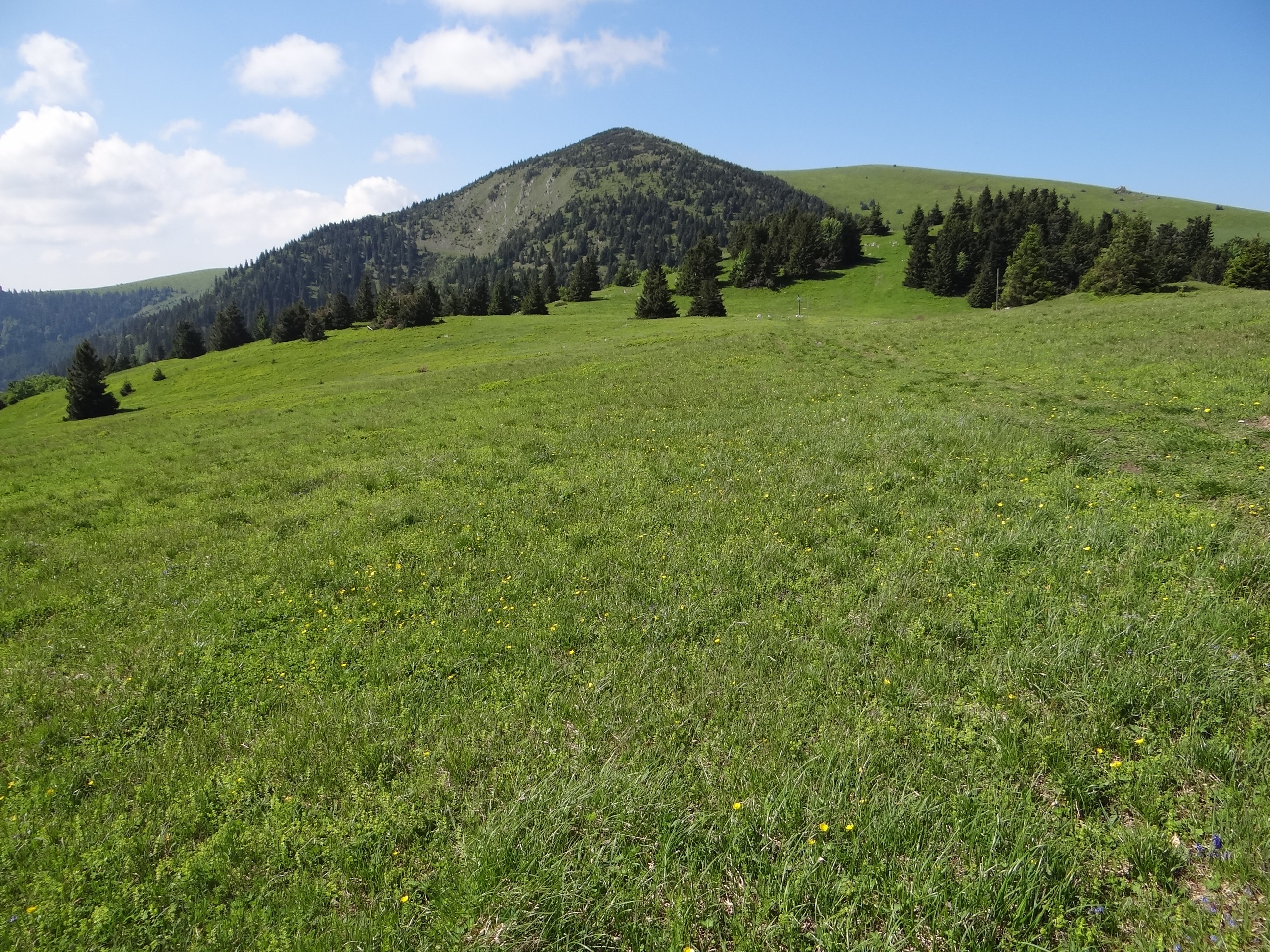
Suchý vrch, Koniarky i Ostredok
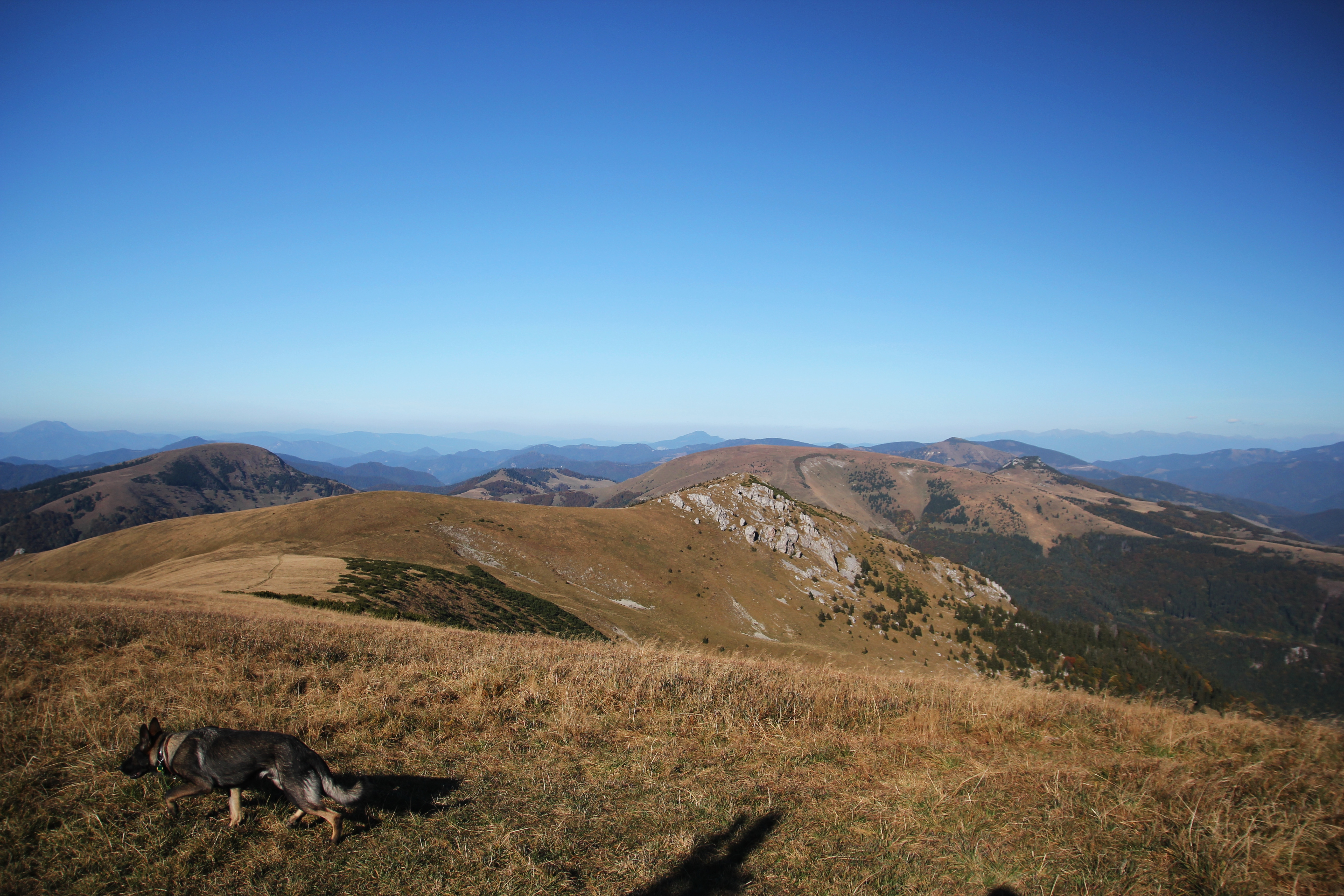
Suchý vrch i grań główna
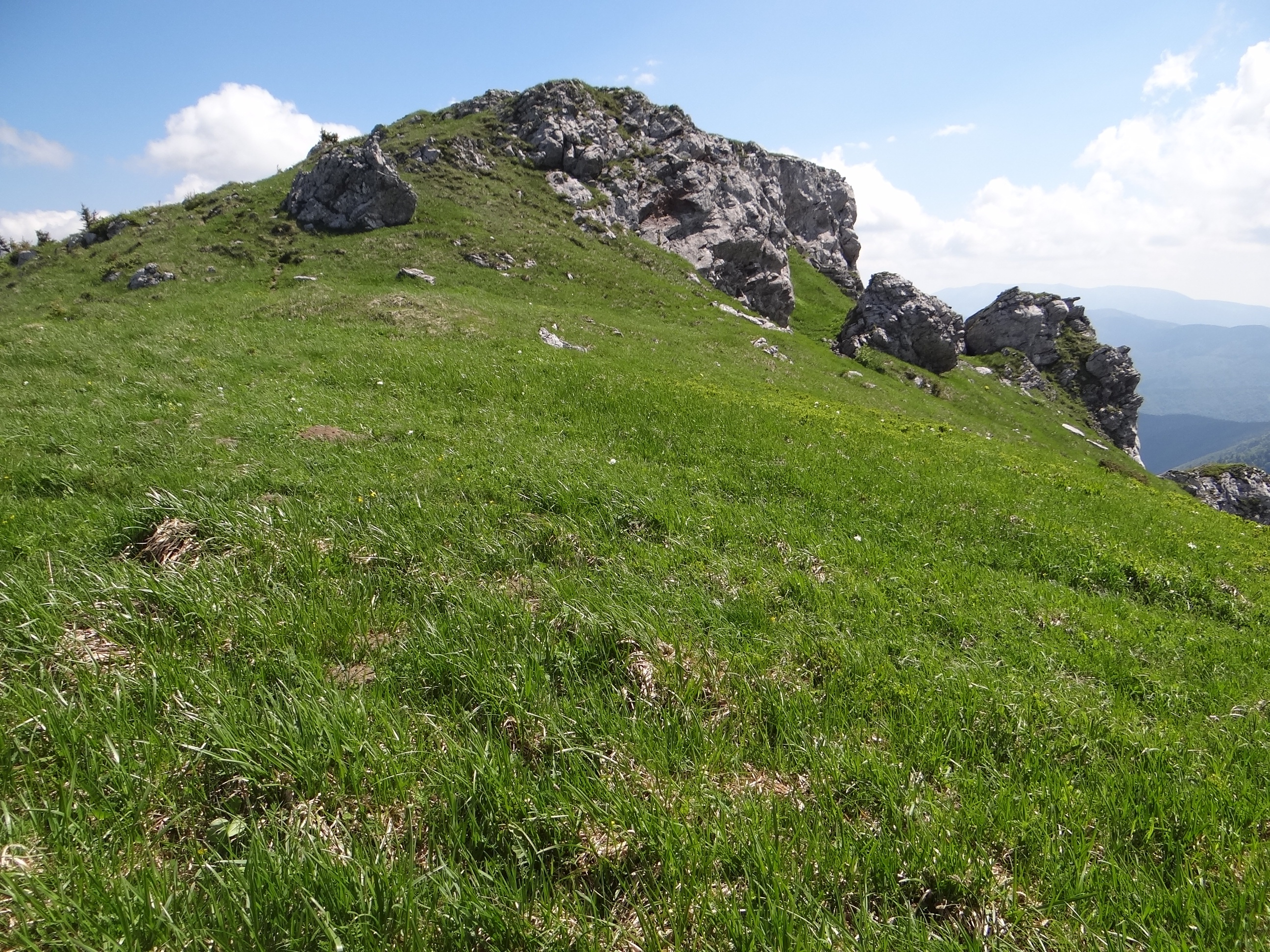
Szczyt
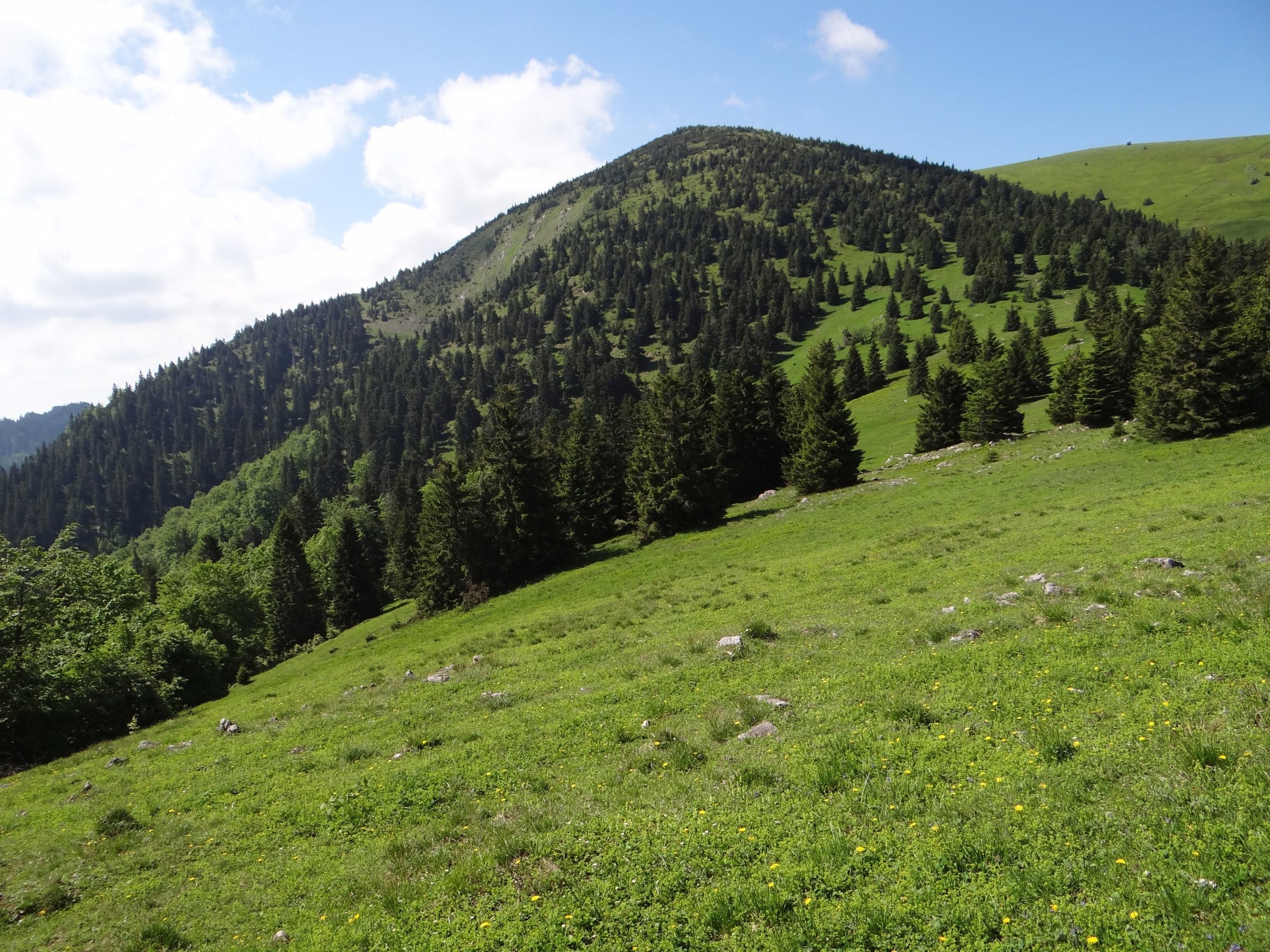
Suchý vrch od północy

## Turystyka
Grzbietem Suchego Wierchu biegną czerwone znaki jednego z głównych szlaków turystycznych Wielkiej Fatry – Magistrali Wielkofatrzańskiej, Veľkofatranská Magistrála). Szlak omija jednak sam wierzchołek góry, który pozostaje ok. 150 m na wschód od jego trasy.
Na grzbiecie łączącym Suchý vrch z Chyžky znajduje się udostępniony dla turystów (również do noclegów) Salaš pod Suchým vrchom.
  ze schroniska Chata pod Borišovom przez Ploskę 2:30 h (z powrotem 2:15 h);
  z Krížnej przez Ostredok 2:15 h (z powrotem 2 h).